# Ruská opera v Paříži
Ruská opera v Paříži, nebo též Soukromá opera v Paříži (rusky Русская опера в Париже, francouzsky Opéra russe à Paris), je někdejší soukromý operní soubor, který existoval v letech 1929 až 1934.  Soubor byl původně vytvořen jako Opéra privée de Paris (Pařížská soukromá opera). V letech 1930–1932 se stala známou jako Ruská opera v Paříži a v letech 1933–1934 se jí říkalo prostě „Ruská opera“ (Opéra russe). 

## Historie
Zakladateli Ruské opery byli operní zpěvačka, bývalá sólistka Mariinské opery, Marija N. Kuzněcovová-Benois a bývalý petrohradský podnikatel gruzínského původu Alexej Cereteli. Podnik finančně zaštítil manžel Mariji Kuzněcovové, podnikatel Alfred Massenet, syn skladatele Julese Masseneta.  Alfredovi se podařilo získat pro operu některé vynikající zpěváky z řad ruské emigrace, tím byl např. K. D. Zaporožec, L. M. Sibirjakov, M. B. Čerkasskaja, N. S. Jermolenko-Južinovová. V roce 1929 společnost uvedla v Théâtre des Champs Élysées čtyři opery: Kníže Igor A. P. Borodina, Sněhurka, „Kitěž“ a Car Saltan N. A. Rimského-Korsakova.  Kostýmy a kulisy navrhovali K. A. Korovin a I. J. Bilibin. Produkci „Poloveckých tanců“ režíroval Michail Michajlovič Fokin. 
Představení ruského souboru měla velký úspěch a v témže roce byla Ruská opera pozvána na turné do Jižní Ameriky. Skončilo však neúspěchem. Následujícího roku byla představení nicméně obnovena a soubor byl pojmenován „Ruská opera v Paříži“. 
Ve druhé sezóně vstoupili do souboru zpěváci jako L. J. Lipkovskaja, D. A. Smirnov, E. V. Lučezarskaja, G. M. Pozemkovskij a na podzim roku 1930 začal se společností vystupovat také Fjodor Šaljapin. Další turné již byla úspěšná, Ruská opera účinkovala v Miláně, Barceloně, Madridu atd. Nejvýraznější byla londýnská sezóna roku 1931. 
V roce 1932 soubor začal postupně upadat. Kvůli finanční krizi a osobním neshodám s Ceretelim řada umělců společnost opustila. Několik vystoupení sezóny se odehrálo v Opéra compque. 
V roce 1933 vystoupil soubor v divadle Châtelet pod vedením Michaila Kašuka, Šaljapinova manažera, a repertoár sestával výhradně z inscenací za jeho účasti.  Poslední představení se konala v sezóně 1934. Během krátké doby své existence Ruská opera významně přispěla k popularizaci ruského repertoáru v Evropě a podpoře ruského operního umění. 